# مانابه آکیکاتسو
مانابه آکیکاتسو (به ژاپنی: 間部 詮勝 Manabe Akikatsu); ۳۰ مارس ۱۸۰۴ – ۲۸ نوامبر ۱۸۸۴) سامورایی و ارباب قلمروی سابائه (ولایت اچیزن) اهل ژاپن بود.